# Geißenbach
Der Geißenbach ist ein 9,4 km langer, rechter und westlicher Nebenfluss des Sahrbachs im nordrhein-westfälischen Kreis Euskirchen.

## Geographie

### Verlauf
Der Geißenbach entspringt im Stadtwald Bad Münstereifel in der Nähe der Kapelle Decke Tönnes. Die Quelle liegt etwa 500 m westlich des Knippbergs (537,3 m) auf Bad Münstereifeler Gebiet in einer Höhe von ca. 497 m ü. NHN. Von hier aus fließt der Bach nach Norden, unterquert nach kurzem Lauf die Landesstraße 234. Er fließt dann östlich parallel zur Landesstraße 498 und passiert in einigem Abstand die Bad Münstereifeler Stadtteile Scheuerheck, Wald und Limbach. Als Houverather Bach (1,0 km – 0,0 km) mündet er nördlich des Stadtteils Houverath in den dort von Norden kommenden Ahr-Zufluss Sahrbach.

### Einzugsgebiet und Zuflüsse
Auf seinem 9,4 km langen Weg überwindet der Bach einen Höhenunterschied von 167 Metern, was einem mittleren Sohlgefälle von 17,7 ‰ entspricht. Das 10,4 km² große Einzugsgebiet wird über Sahrbach, Ahr und Rhein zur Nordsee entwässert.
| Stat. in km | Name            | GKZ        | Lage   | Länge in km | EZG in km² | MQ in l/s | Bemerkungen            |
| ----------- | --------------- | ---------- | ------ | ----------- | ---------- | --------- | ---------------------- |
| 006,20      | Hompescher Bach | 271882-2   | rechts | 001,1720    | 0000,6500  | 0002,090  |                        |
| 005,00      | N. N.           | 271882-392 | rechts | 000,8860    | 0001,7490  |           |                        |
| 003,90      | Rauensiefen     | 271882-4   | links0 | 001,1290    | 0000,6060  | 0002,7000 |                        |
| 002,30      | Dornbuschsiefen | 271882-6   | links0 | 001,5970    | 0001,1140  | 0005,8000 |                        |
| 001,40      | Wolkensiefen    | 271882-8   | links0 | 001,3250    | 0001,0090  | 0005,0000 |                        |
| 000,50      | Sümpchen        | 271882-92  | links0 | 000,5970    | 0001,780   | 0003,420  |                        |
| 000,00      | Geißenbach      | 271882     |        | 009,4000    | 0010,3880  | 0051,330  | mündet in den Sahrbach |

Anmerkungen zur Tabelle
1. ↑  Gewässerkennzahl, in Deutschland die amtliche Fließgewässerkennziffer mit zur besseren Lesbarkeit eingefügtem Trenner hinter dem Präfix, das einheitlich für den allen gemeinsamen Vorfluter Geißenbach steht.
2. ↑  Die Daten des Geißenbachs zum Vergleich